# باري سكوت (دي جيه)
باري سكوت (بالإنجليزية: Barry Scott)‏ هو دي جيه أمريكي، ولد في 1963.